# Jocelin (Bischof)

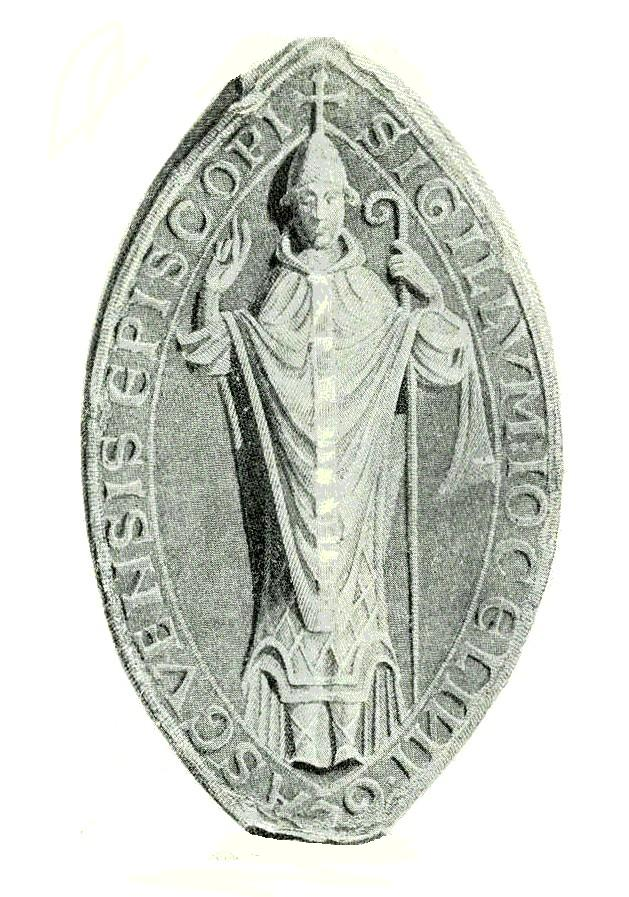
Siegel von Bischof Jocelin

Jocelin (auch Jocelyn; † 17. März 1199 in Melrose Abbey) war ein schottischer Ordensgeistlicher. Er war Abt von Melrose Abbey, ehe er 1174 Bischof von Glasgow wurde.

## Herkunft und Aufstieg zum Abt von Melrose Abbey
Jocelin entstammte einer Familie, die Patronatsrechte an der Kirche von Dunsyre in Lanarkshire und dort wahrscheinlich auch Landbesitz besaß. Er hatte mit Elias mindestens einen Bruder. Am 29. März 1157 trat Jocelin während der Amtszeit von Abt Waldef als Mönch in das Zisterzienserkloster Melrose ein. Während der Amtszeit von Waldefs Nachfolger Abt William wurde er zum Prior gewählt. Als Abt William, der sich offenbar über die wachsende Verehrung des verstorbenen Waldef durch die Bevölkerung ärgerte, am 22. April 1170 auf sein Amt verzichtete, wurde Jocelin am gleichen Tag zum neuen Abt gewählt. Mit der Wahl von Jocelin setzten sich die Verehrer von Waldef unter den Mönchen durch. Am 22. Mai 1171 wurde das Grab von Waldef geöffnet, um weitere Anzeichen seiner Heiligkeit zu suchen. Auf Anregung von Jocelin erhielt das Grab eine neue, marmorne Grabplatte, die möglicherweise nach dem Vorbild der Grabplatte von Thomas Becket gefertigt wurde.

## Bischof von Glasgow

### Wahl zum Bischof
Während eines Waffenstillstands im Krieg zwischen dem schottischen König Wilhelm I. und dem englischen König Heinrich II. wurde Jocelin am 23. Mai 1174 durch den Einfluss des schottischen Königs in Perth zum Bischof des Bistums Glasgow gewählt. Trotz der mutmaßlichen Einflussnahme des Königs hatte das Kathedralkapitel von Glasgow wahrscheinlich die Formalitäten der Wahl beachtet. Noch als Abt von Melrose reiste Jocelin zum Kloster Clairvaux in Frankreich, um vom Generalkapitel des Zisterzienserordens die Erlaubnis für die Annahme der Wahl zum Bischof zu erhalten. In Clairvaux nahm er im Oktober 1174 an der Weihe der Kirche sowie an der Umbettung der Leichname von Bernhard von Clairvaux und des irischen Bischofs Malachias in die neue Kirche teil.

### Konflikt mit dem Erzbischof von York um die geistliche Oberhoheit
Angesichts des Kriegs mit England hatte der schottische König vor der Wahl von Jocelin die Einkünfte der vakanten Diözese Glasgow beschlagnahmt. Dann war er aber in englische Gefangenschaft geraten. In dem im Dezember 1174 geschlossenen Vertrag von Falaise musste der König die Oberhoheit des englischen Königs Heinrich II. und dazu die Oberhoheit der englischen über die schottische Kirche akzeptieren. Nachdem Jocelin von seinem Orden die Erlaubnis hatte, das Amt des Bischofs anzunehmen, blieb er zunächst in Clairvaux. Papst Alexander III. hatte die Wahl von Jocelin bestätigt und beauftragte Erzbischof Eskil von Lund, ihn zum Bischof zu weihen. Die Weihe fand vermutlich im Januar 1175 in Clairvaux statt. Der Papst stellte Jocelin vermutlich am 30. April 1175 mit der Bulle Super anxietatibus eine Bestätigung der Rechte und der Besitzungen des Bistums Glasgow aus. Dabei wurde das Bistum als besondere, unmittelbare Tochter der Römischen Kirche bezeichnet, womit es direkt den Päpsten und nicht mehr der englischen Kirche unterstellt war. Am 10. August 1175 gehörte Jocelin zu den schottischen Bischöfen und Magnaten, die dem englischen König Heinrich II. in York die Treue schworen. Als Heinrich II. und Erzbischof Roger von York aber am 25. Januar 1176 versuchten, auf einem Konzil in Northampton ein Gehorsamsgelübde der schottischen Prälaten gegenüber der englischen Kirche zu erzwingen, gab es Widerstand. Der Erzbischof von York begründete seinen Anspruch als Metropolit, weil die Vorgänger der schottischen Bischöfe seinen Vorgängern als Erzbischof untertan gewesen wären. Daraufhin berief sich Jocelin auf das Schreiben des Papstes, das ihn von den Ansprüchen des Erzbischofs von York als Metropoliten befreite. Als sich nun Erzbischof Richard von Canterbury in die Debatte einschaltete und ebenfalls die geistliche Oberhoheit über Schottland beanspruchte, konnte der schottische König erreichen, dass die schottischen Bischöfe das Konzil verlassen durften, ohne dass es zu einem Ergebnis gekommen war.

### Erweiterung der Kathedrale
Der schottische König belohnte Jocelin, in dem er Glasgow zum Burgh erhob und der neuen Stadt das Recht verlieh, einen Wochenmarkt abzuhalten. In der Folge kümmerte sich Jocelin weiter intensiv um die Entwicklung der Stadt. Die Kathedrale von Glasgow wurde um 1180 durch einen Brand zerstört. Jocelin ließ sie nicht nur wiederaufbauen, sondern den bei seinem Amtsantritt als winzig beschriebenen Bau erweitern. Nach einer zwischen 1189 und 1195 ausgestellten Urkunde war es Jocelin gelungen, in Glasgow eine Bruderschaft zu gründen, die sich dem Wiederaufbau der Kathedrale widmete. Diese war die einzige in Schottland bekannte Bruderschaft, die zu so einem Zweck gegründet worden war. Vermutlich um weitere Verehrung und Schenkungen für die Kathedrale zu erhalten, ließ Jocelin den noch unvollendeten Bau am 6. Juli 1197 weihen. Dabei wurde wohl auch ein Altar geweiht, der Reliquien des heiligen Kentigern enthalten sollte. Allerdings sind von Jocelins Kathedrale nur geringe Reste erhalten, da der Bau im 13. Jahrhundert unter Bischof William of Bondington weitgehend durch einen Neubau ersetzt wurde. Durch Ausgrabungen ist aber belegt, dass Jocelins Kirche ein kurzes Langhaus besaß, für dessen Bau großteils Material eines früheren Baus wieder verwendet wurde. Vermutlich noch 1197 gewährte der König Glasgow das Recht, jährlich ab dem 6. Juli, dem Tag der Weihe der Kathedrale, einen einwöchigen Jahrmarkt abzuhalten.
Papst Urban III. drängte Jocelin, in seinem Bistum weitere neue Kirchen zu bauen, da viele Einwohner zu weit von einer Kirche entfernt wohnten und deshalb kaum an Gottesdiensten teilnehmen konnten. Von Jocelin ist aber nur die Weihe einer weiteren Kirche bekannt, nämlich die der St Andrew’s Church in Peebles. Hinzu kommt, dass diese Kirche sich in einem Ort befindet, in dem es bereits zuvor eine Kirche gab.

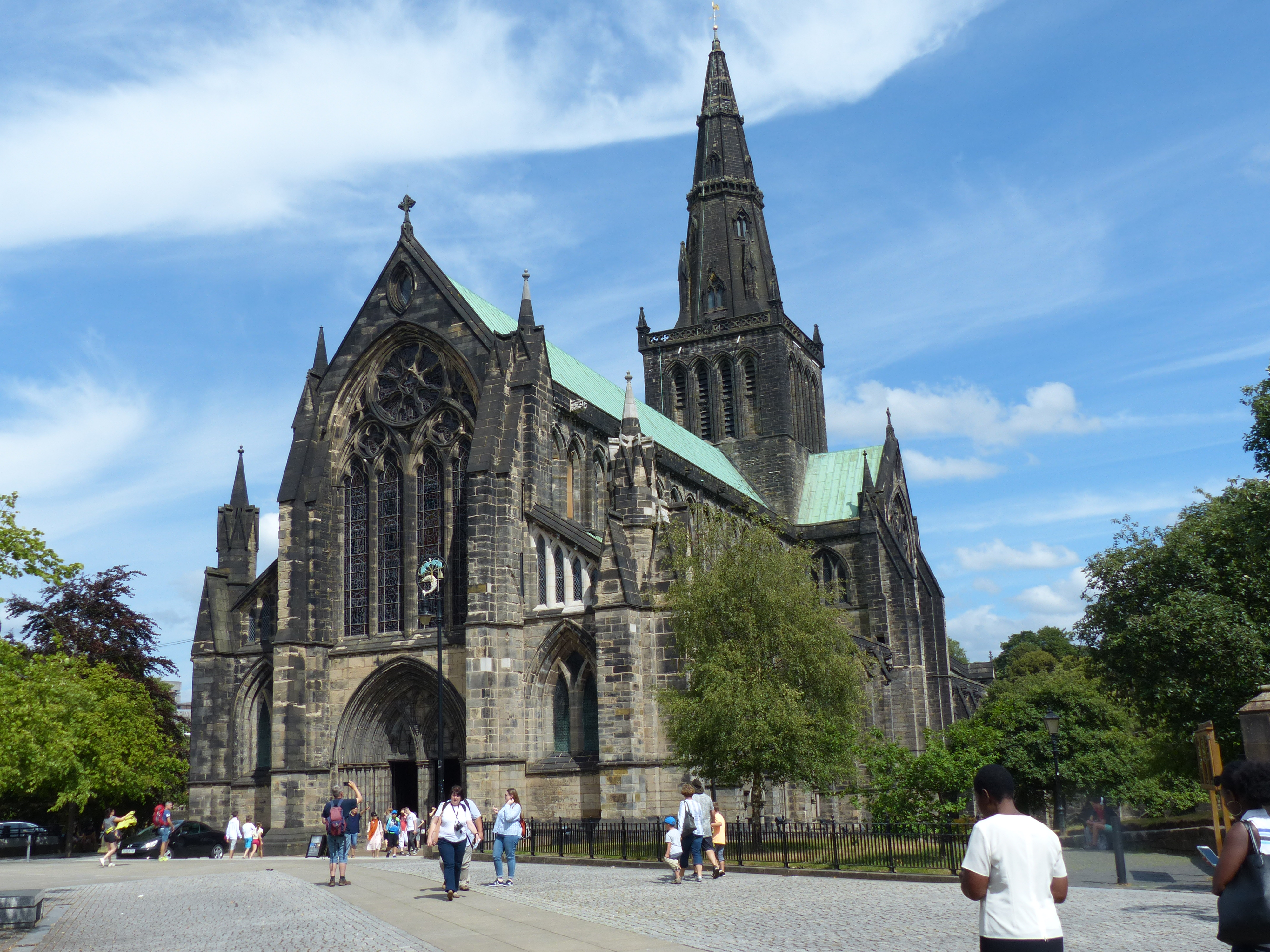
Die Kathedrale von Glasgow, deren Vorgängerbau im 12. Jahrhundert unter Jocelyn erbaut worden war

### Förderung der Verehrung von Kentigern
Vermutlich nach 1180 beauftragte Jocelin den Mönch Jocelin of Furness, eine neue Lebensgeschichte des heiligen Kentigern zu verfassen. Offenbar konnte Jocelin of Furness nur auf wenige ältere Quellen zurückgreifen, so dass seine vermutlich bis etwa 1185 verfasste Schrift Widersprüche über die angeblich von Kentigern vollbrachten Wunder enthält. Möglicherweise deshalb förderte Bischof Jocelin in den nächsten Jahren weniger die Verehrung von Kentigern, sondern die des heiliggesprochenen Thomas Becket. Er war vermutlich daran beteiligt, dass Kapellen in Dumfries und Maxwell Becket geweiht wurden. Eine weitere Kapelle in Glasgow wurde vermutlich von Jocelin gestiftet. Bereits 1178 hatte Jocelin die Weihe der vom König gestifteten, Thomas Becket gewidmeten Abteikirche von Arbroath durchgeführt, da zu der Zeit das Bistum St Andrews vakant gewesen war. Zu den Reliquien der Kathedrale von Glasgow gehörten je ein Kamm und ein Hemd sowohl von Kentigern wie von Thomas Becket, die vermutlich von Jocelin erworben worden waren. Dagegen vernachlässigte Jocelin die weitere Verehrung von Abt Waldef. Dies kritisierte Jocelin of Furness in der Lebensgeschichte von Waldef, die er nach dem Tod des Bischofs verfasste.
Aus der Amtszeit von Jocelin als Bischof sind 28 Urkunden erhalten, von denen viele sich mit Schenkungen an die Kirche befassten. Andere Urkunden zeigen, dass Jocelin als Richter in innerkirchlichen Konflikten diente. Er selbst machte kaum Schenkungen. Nur dem Zisterzienserorden wollte er Steinbrüche bei Glasgow überlassen, doch der Orden nahm die Schenkung als weltlichen Besitz nicht an. In einer zwischen 1175 und 1178 ausgestellten Urkunde machte Jocelin den Mitgliedern seines kleinen, siebenköpfigen Kathedralkapitels Zugeständnisse. Er bestand aber darauf, dass sich die Kanoniker in ihren Benefiziaten durch Vikare vertreten ließen. Dazu konnte er eine achte Kanonikerstelle an seiner Kathedrale mit Rechten und Einkünften ausstatten. Wahrscheinlich aufgrund der von Jocelin geförderten Verehrung von Kentigern hatte das Kathedralkapitel steigende Einkünfte, so dass es ab den 1190er Jahren ein eigenes Siegel führen konnte.

### Rolle im Streit um die Bischofswahl von St Andrews
1178 wählten die Kanoniker von St Andrews ohne Zustimmung von König Wilhelm John the Scot zum neuen Bischof. Der König war über die Wahl verärgert und drängte auf eine Neuwahl, um seinen Kaplan Hugh zum neuen Bischof wählen zu lassen. Der Streit über diese Wahl weitete sich soweit aus, dass der König 1181 von Papst Alexander III. exkommuniziert wurde. Dazu verhängte der Papst über Schottland das Interdikt. Jocelin war ein pflichtbewusster Geistlicher und ein gläubiger Christ, doch in diesem Streit unterstützte er ohne zu zögern den König, auch als dieser vom Papst gebannt worden war. Der König ernannte Jocelin daraufhin zum Führer einer drei- oder vierköpfigen Gesandtschaft, die zu Verhandlungen nach Rom reiste. Alexander III. war inzwischen gestorben, und nach Verhandlungen mit dem neuen Papst Lucius III. erteilte dieser am 11. März 1182 dem König die Absolution und hob das Interdikt über Schottland auf. Dazu verlieh der Papst in einer unüblichen Geste dem schottischen König als ersten weltlichen, nicht italienischen Herrscher eine Goldene Rose. Der Streit um die Bischofswahl von St Andrews war aber noch nicht beigelegt, sondern sollte durch päpstliche Legaten entschieden werden. Diese beriefen im Sommer 1182 eine Synode in Schottland ein, auf der ein Kompromiss vorgeschlagen wurde. Nach diesem sollten sowohl John the Scot wie auch Hugh auf ihre Ansprüche als Bischof von St Andrews verzichten. Stattdessen sollte Jocelin als Bischof in das reiche Bistum St Andrews wechseln. Dieser Vorschlag fand aber keine Zustimmung, worauf der Streit erneut zur Entscheidung an die Kurie verwiesen wurde. Papst Lucius III. ernannte daraufhin vor 1183 Hugh zum Bischof. 1186 flammte der Streit zwischen Hugh und John the Scot aber erneut auf. Urban III., der Nachfolger von Lucius III., verlangte, dass beide Anwärter zur Anhörung in Rom erscheinen sollten. Als Hugh sich weigerte, nach Rom zu reisen, wurde er auf Anordnung des Papstes von Jocelin exkommuniziert. Nach dem Tod von Lucius III. befahl der neue Papst Clemens III. Jocelin, Hugh zugunsten von John the Scot als Bischof abzusetzen. In diesem verworrenen Streit erwies sich Jocelin als Verbündeter und als taktvoller Ratgeber des schottischen Königs. Von ihm stammte vermutlich der Plan, 1182 selbst anstelle der beiden Kontrahenten neuer Bischof von St Andrews zu werden, was aber scheiterte. In den Verhandlungen mit der Kurie handelte Jocelin so umsichtig, dass es ihm 1179, 1182 und 1186 gelang, von der Kurie päpstliche Bestätigungen der Privilegien des Bistums Glasgow zu erhalten. Als Hugh 1188 starb, ernannte der König aber weder Jocelin noch John the Scot, sondern den aus England stammenden Roger of Leicester zum neuen Bischof von St Andrews.

### Ratgeber von König Wilhelm
Bis 1186 war Jocelin zu einem wichtigen Ratgeber von König Wilhelm aufgestiegen. In diesem Jahr begleitete er den König dreimal auf Reisen nach England. Die erste Reise erfolgte im Mai 1186, um eine Heirat des Königs zu vereinbaren. Die zweite Reise führte im August nach Carlisle. Dort konnte Wilhelm den englischen König überzeugen, Roland of Galloway wieder als Lord of Galloway einzusetzen. Jocelin schwor dabei, die Politik von Roland unter Androhung der Strafe der Exkommunikation zu überwachen. Die dritte Reise nach England unternahmen der König und Jocelin im September 1186. In England heiratete der König seine Braut Ermengarde, wobei Jocelin das Hochzeitsbett segnete und anschließend die Braut nach Schottland geleitete. Bei der Reise von Wilhelm nach Canterbury im Dezember 1189, als der König vom neuen englischen König Richard I. die Aufhebung des Vertrags von Falaise erreichte, wird Jocelin nicht erwähnt. 1194 gehörte er aber wieder zum königlichen Gefolge, als sich Wilhelm mit Richard I. traf und vergeblich Ansprüche auf das Earldom Northumberland erhob. Als im August 1198 dem König mit Alexander endlich ein Sohn geboren wurde, wurde dies offenbar der Fürsprache von Kentigern zugesprochen. Der König stiftete Geld für den Unterhalt eines Kaplans an der Kathedrale von Glasgow, und Jocelin durfte den Thronfolger taufen.
Als Bischof hatte Jocelin sein ehemaliges Kloster Melrose nach Möglichkeit gefördert. Auf dem Sterbebett legte Jocelin wieder das Mönchsgewand der Zisterzienser an und starb in Melrose Abbey. Er wurde in der Klosterkirche beigesetzt.